# Tom Molineaux
Thomas Molineaux (ur. 23 marca 1784 w Georgetown, zm. 4 sierpnia 1818 w Galway, Irlandia) – afroamerykański bokser z okresu walk na gołe pięści.
Bokserskie pojedynki zaczął toczyć jako niewolnik. Zwycięstwami wywalczył sobie wolność oraz środki finansowe umożliwiające podróż do Anglii, gdzie przybył w roku 1809. Tam trenowany był przez innego byłego niewolnika, czarnoskórego boksera Billa Richmonda, który przybył do Anglii w 1777.

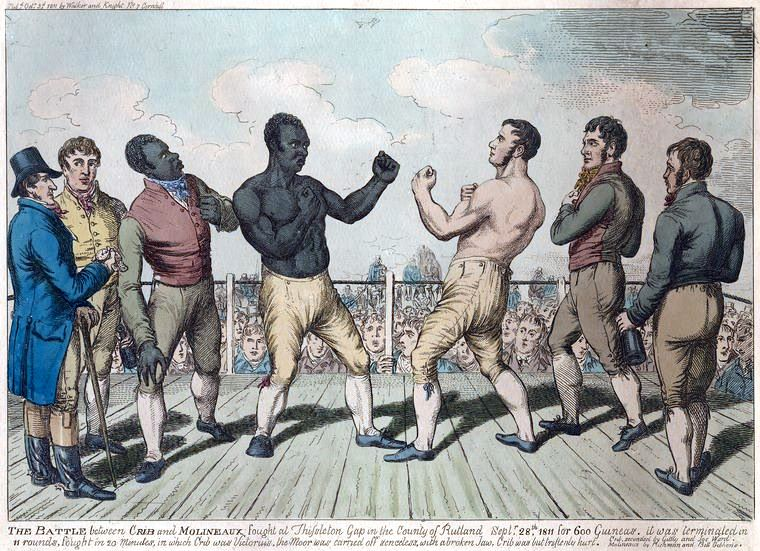
Pojedynek Cribba z Molineaux w 1811

Sławę przyniosły mu dwa pojedynki stoczone w latach 1810 i 1811 z mistrzem Anglii w wadze ciężkiej Tomem Cribbem. Pierwszy odbył się 18 grudnia 1810 w Copthall Common. Był dramatyczny ze zmieniającą się sytuacją i wieloma kontrowersjami nierozstrzygniętymi do dziś. Trwał 55 minut i zakończył się w 44 rundzie (według części źródeł w 33) kiedy Molineaux nie miał siły go wznowić. Rewanż w Thistleton Gap, 28 września 1811 w obecności 15 tysięcy widzów, zakończony już po 19 minutach w jedenastej rundzie toczył się z wyraźną przewagą Cribba. 
Karierę bokserską zakończył w 1815. Uzależniony od alkoholu, zmarł na niewydolność wątroby w wieku 34 lat.
W roku 1997 został przyjęty do Międzynarodowej Bokserskiej Galerii Sław.